# Rue Childebert (Paris)
Pour les articles homonymes, voir Rue Childebert.
La rue Childebert est une ancienne voie, aujourd'hui disparue, située dans le quartier de la Monnaie dans l'ancien 10e arrondissement de Paris (actuel 6e arrondissement).

## Situation
Longue de 79 m, et large de 30 pieds, soit 9,74 m, elle reliait la rue d'Erfurth à partir des nos 2 et 4,  à la rue Sainte-Marthe aux nos 4 et 5 (voies disparues),.

## Historique
Elle est ouverte en 1715 au sud de l'enclos de l'abbaye Saint-Germain-des-Prés en même temps que la rue d'Erfurth et la rue Sainte-Marthe par Henri-Pons de Thiard de Bissy, abbé commendataire. Elle est nommée en l'honneur de Childebert Ier, fondateur de l'abbaye. Les immeubles de rapport sont construits par Victor-Thierry Dailly. Au carrefour avec la rue d'Erfurth, le cardinal de Bissy fait construire en 1716 par le même architecte deux fontaines identiques à chaque angle, dites fontaines Childebert.
Jusqu'à la Révolution, elle est séparée de la place Saint-Germain-des-Prés par des grilles qui étaient fermées tous les soirs. Elles sont visibles sur le plan de Turgot. À l'intérieur de cet enclos, il était interdit aux huissiers de procéder à des saisies.
Une décision ministérielle du 21 août 1817 a fixé la largeur de cette rue à 10 m. Quelques maisons sont détruites pour permettre le prolongement de la rue Saint-Germain-des-Près (actuelle rue Bonaparte), décidé par une ordonnance du 7 septembre 1845. 
La rue est supprimée dans le cadre du prolongement de la rue de Rennes et de la création du boulevard Saint-Germain, décidé par le décret du 28 juillet 1866. Elle disparaît complètement en octobre-décembre 1867. Les fontaines Childebert sont démontées en 1867 : l’une est remontée en 1875 dans le square Monge (aujourd’hui square Paul-Langevin) et l’autre est déposée à Paris au musée Carnavalet.

## Lieux de mémoire
- Nos 1 et 3 : emplacement d'immeubles de rapport appartenant à l'abbaye Saint-Germain-des-Prés avec des boutiques au rez-de-chaussée et, dans les étages, les chambres des pensionnaires de l'abbaye[5]. La Maison Picard Hardy-Alan Vasseur, marchand de couleurs fines, y était établie de 1848 à 1856, suivit par Picard Vve et Hardy en 1857, puis Hardy de 1859 à 1868[8].
- Nos 2, 4 et 6 : immeubles à un étage appartenant à l'abbaye. Ils furent vendus par la suite et surélevés[5].[Note 1]
- No 5 : sous le règne de Louis XVI, deux commerces occupaient le rez-de-chaussée : une mercerie et un marchand d'élixir de longue vie[5].
- No 8 : immeuble abritant les magasins d'Arnheiter vers 1858[5].
- No 9 : emplacement de l'immeuble dit La Childebert[9], qui hébergeait des ateliers d'artistes entre 1810 et 1840. Cette grande bâtisse fut achetée par Mme Legendre en 1795 pour une poignée d'assignats équivalant à 25 francs de 1835, et qui ne fit aucune réparation dans sa maison dont les locataires payaient leur loyer avec grandes difficultés. L'eau de pluie coulait dans la maison, les punaises grouillaient. Émile Signol eut à se battre avec Louis Émile Lapierre (1817-1886), peintre paysagiste qui était un bon locataire, réglant son terme régulièrement. Lapierre réussit à lui faire changer une dizaine de tuiles car il pleuvait dans sa chambre tout comme dans celle du sculpteur Aimé Millet[10]. Ce lieu était aussi le cénacle du peintre Guillaume Guillon Lethière (1760-1832) qui, au début de l'Empire, y ouvrit un atelier près de l'église Saint-Germain-des-Près, atelier qu'il nomme « La Childebert », endroit où l'on pratique à la fois l'escrime et la peinture. À la suite d'une rixe, son atelier fut fermé et il dut partir en exil en Allemagne. De retour à Paris en 1816, il ouvrit de nouveau son atelier à Saint-Germain-des-Près dans les bâtiments de l'ancienne abbaye, d’où sortirent nombre d'artistes[5],[10]. Le peintre François-Xavier Dupré (1803-1871) y demeurait avant 1828[11]. Y demeurèrent également le peintre de genre Hubert, les trois frères Leprince : Léopold (1800-1847), Xavier (1799-1826) et Gustave (1810-1837), tous les trois peintres, ainsi que Alphonse-Charles Masson[12], Louis Boulanger (1806-1867), Henri Frédéric Schopin (1804-1880), Alphonse Louis Dulong (1811-1890), François Bouchot (1800-1842), Marcel Verdier (1817-1856), Louis Français (1814-1897), Henri Charles Antoine Baron (1816-1885), Célestin Nanteuil (1813-1873), Marcel Verdier, Félix Auvray (1800-1833), les graveurs Garnier[Lequel ?], Boilly[Lequel ?], Philibert-Louis Debucourt, le sculpteur Clodion[13], Charles-Simon Pradier[14], Jean François Bosio[15] et Paul Delaroche[16].
- No 10 : dans les années 1810 s'y trouvait la boutique du marchand de vin Chanfort, dont la veuve reprit l'activité, faisant la cuisine pour les peintres de La Childebert[17].
- No 13 : immeuble de rapport avec boutiques et habitations en étages. Arnheiter, fabricant de machines agricoles occupait les lieux en 1858 depuis plus de quarante ans, puis transféra ses magasins au no 8 de la rue[18].

## Galerie

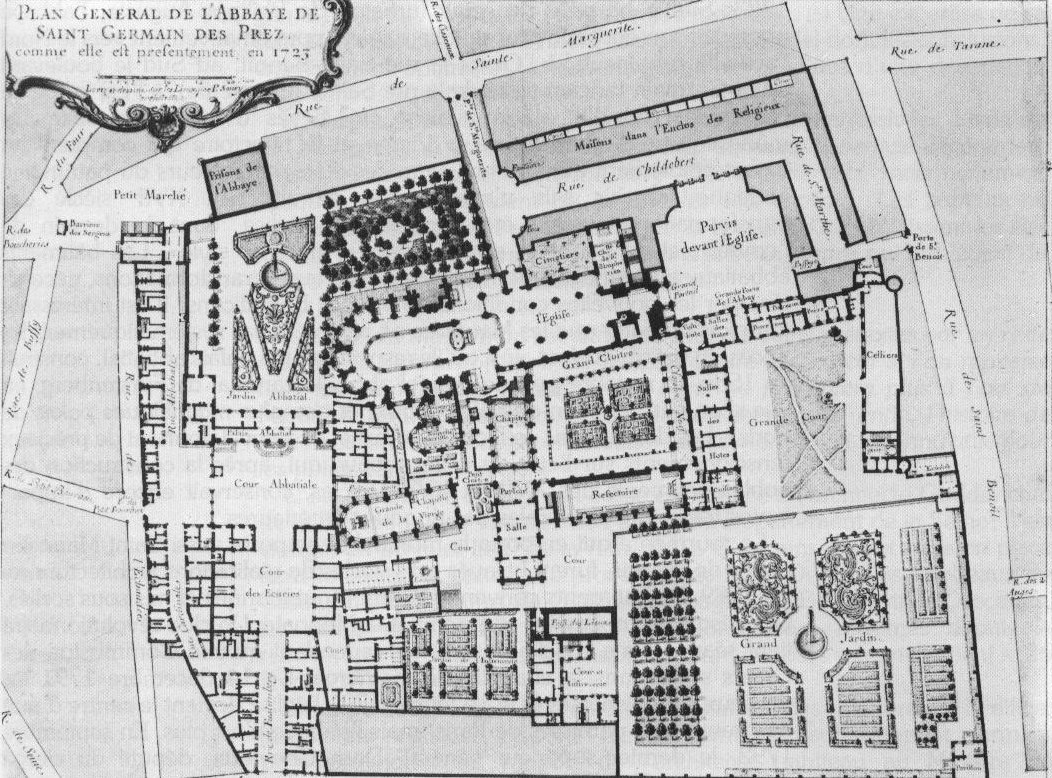
La rue sur un plan de l'abbaye en 1723.
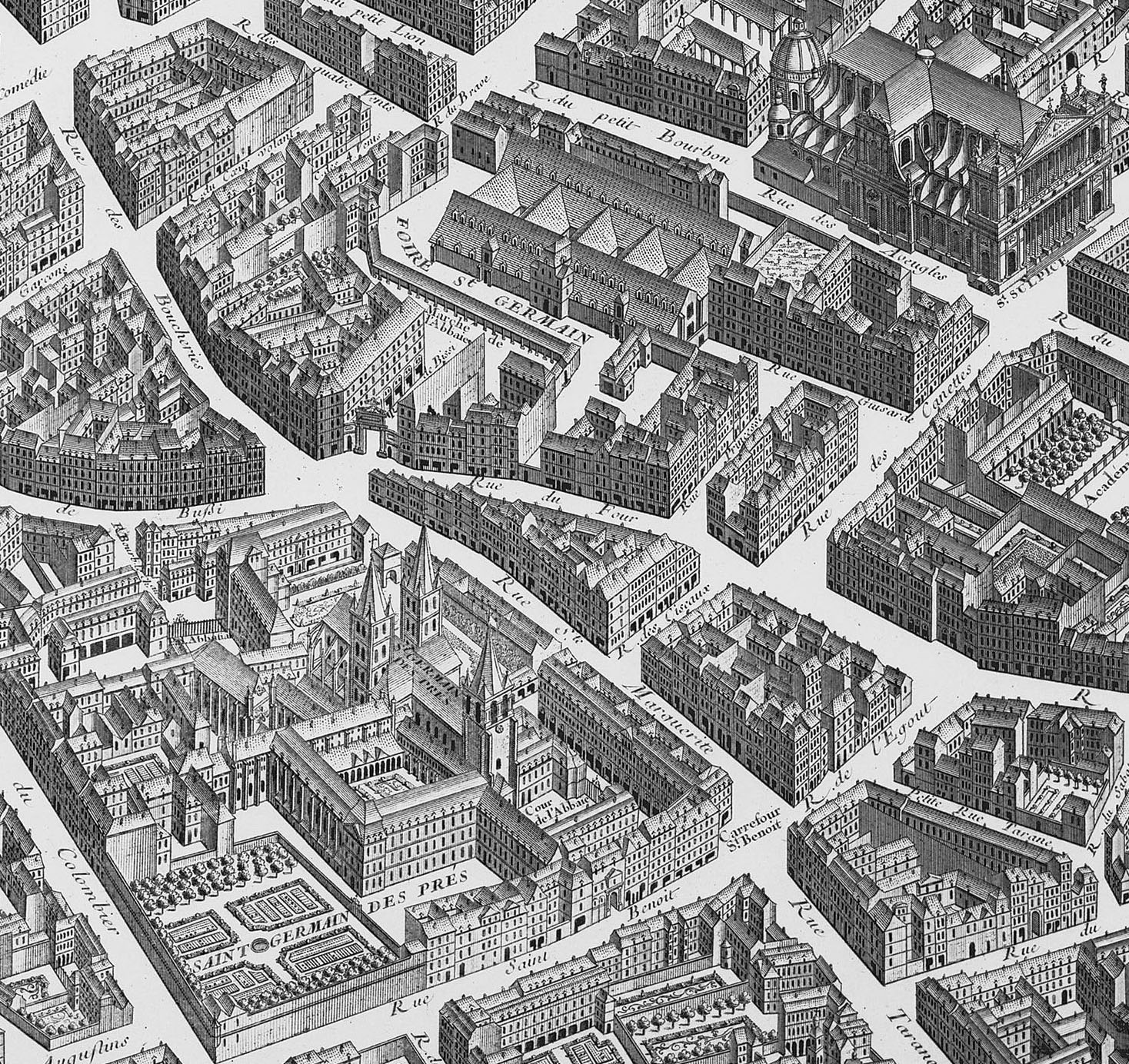
La rue sur le plan de Turgot.
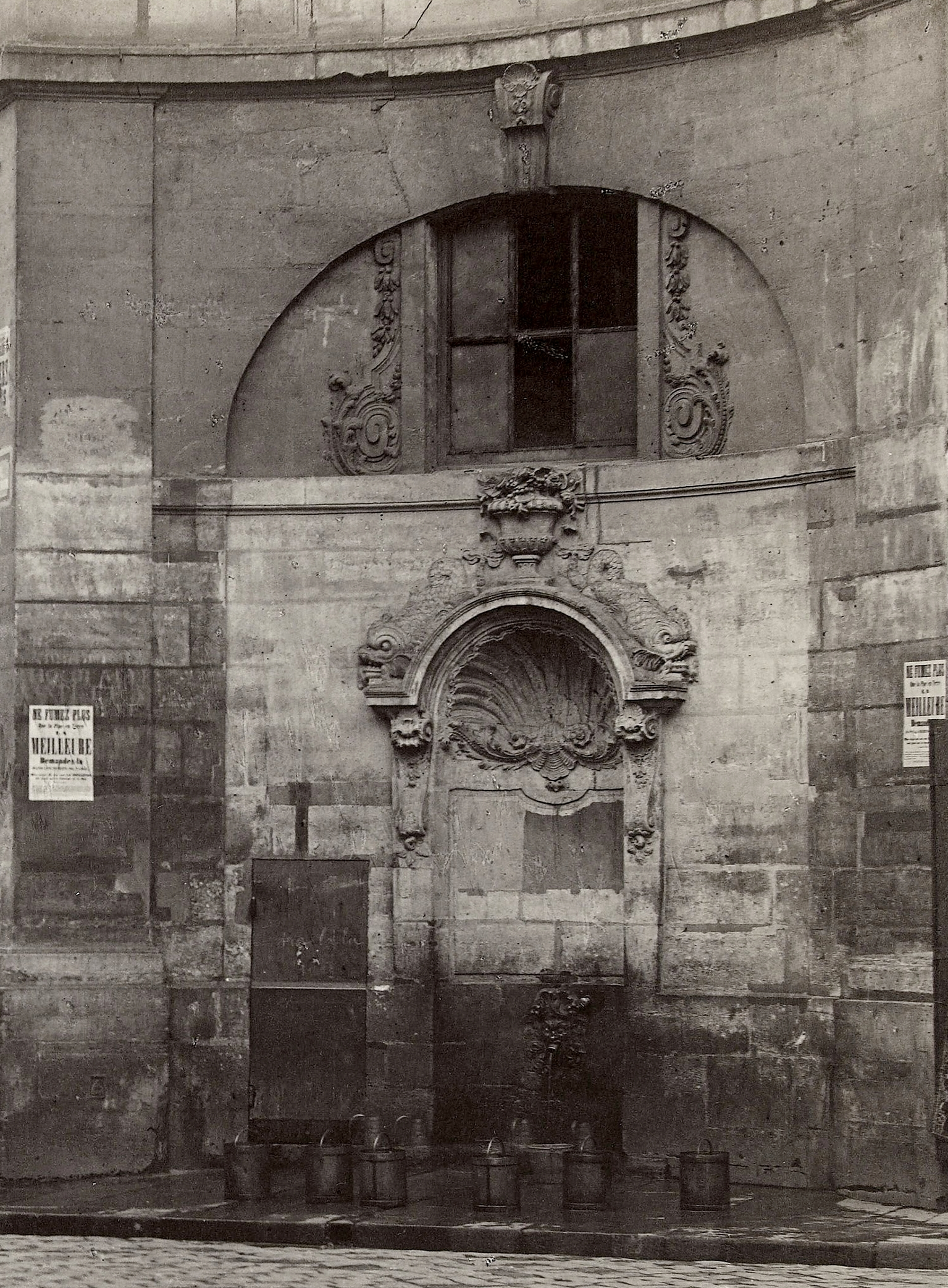
Une des fontaines Childebert

## La rue Childebert dans la littérature
Cette rue et son histoire inspirèrent quelques écrivains :
- Tatiana de Rosnay,  Rose, Paris, Éditions Héloïse d'Ormesson, 2011, 256 p.
- Gustave Kahn, La Childebert, roman romantique, Paris, Bibliothèque Charpentier, 1914.
- Alexandre Privat d'Anglemont, Paris anecdote,  Paris, Les Éditions de Paris, 1984.